# La Chapelle-aux-Saints
 La Chapelle-aux-Saints  (en occitano La Capèla aus Sents) es una comuna y población de Francia, en la región de Lemosín, departamento de Corrèze, en el distrito de Brive-la-Gaillarde y cantón de Beaulieu-sur-Dordogne.
Su población en el censo de 2008 era de 203 habitantes.
Está integrada en la Communauté de communes du Sud Corrézien.
En su territori se encontraron los restos del hombre de La Chapelle-aux-Saints.

## Demografía
| 206 | 221 | 217 | 206 | 179 | 164 | 203 |
| Para los censos de 1962 a 1999 la población legal corresponde a la población sin duplicidades (Fuente: INSEE [Consultar]) |     |     |     |     |     |     |